# سیمون ویتال
سیمون ویتال (انگلیسی: Simone Vitale؛ زادهٔ ۱ مارس ۱۹۸۶) بازیکن فوتبال اهل ایتالیا است.
از باشگاه‌هایی که در آن بازی کرده‌است می‌توان به باشگاه فوتبال فروزینونه و باشگاه فوتبال دلفینو پسکارا اشاره کرد.